# Kaparolike
Kaparolike (Capparales), botanički naziv biljnog reda koji po Cronquistovom taksonomijskom klasifikacijskom sustavu (verzija iz 1981.) pripada podrazredu Dilleniidae. Istom podrazredu klasificira ga i Armen Tahtadžjan (1997.) koji ga pobliže doznačava nadredu Violanae.
Naziv Capparales danas se smatra jednim od sinonim a za red Brassicales.

## Sistematika
Thorne (1992) nema ovaj red u svome sustavu, a porodice svrstava u red Brassicales, gdje se tako i danas vode.

### Cronquistov sustav
- Red Capparales Hutch., 1926
  - Porodica Brassicaceae Burnett, 1835
    - Rod Arabis L.
    - Rod Lepidium L.
    - Rod Alyssum L.
    - Rod Draba L.
    - Rod Cardamine L.
    - Rod Armoracia P.Gaertn., B.Mey. & Scherb.
    - Rod Brassica L.
    - Rod Capsella Medik.
    - Rod Lunaria Hill
    - Rod Hesperis L.
    - Rod Nasturtium R.Br.
    - Rod Lobularia Desv.
    - Rod Dentaria L.
    - Rod Lesquerella S.Watson
    - Rod Subularia L.
    - Rod Raphanus L.
    - Rod Cheiranthus L.
    - Rod Iberis L.
    - Rod Heliophila Burm.f. ex L.
    - Rod Megacarpaea DC.
    - Rod Stanleya Nutt.

  - Porodica Capparaceae Juss., 1789
    - Rod Capparis L.
    - Rod Cleome L.
    - Rod Koeberlinia Zucc.

  - Porodica Moringaceae Dumort., 1829
    - Rod Moringa Adans.

  - Porodica Resedaceae S. F. Gray, 1821
    - Rod Caylusea A.St.-Hil.
    - Rod Sesamoides Ortega
    - Rod Reseda L.

  - Porodica Tovariaceae Pax, 1891
    - Rod Tovaria Ruiz & Pav.

izvori za porodice

### Tahtadžjanov sustav
- Red Capparales
  - Porodica Capparaceae
  - Porodica Pentadiplandraceae
  - Porodica Koeberliniaceae
  - Porodica Brassicaceae
  - Porodica Tovariaceae
  - Porodica Resedaceae

Izvori za porodice